# 1902 en rugby à XV
Les faits marquants de l'année 1902 en rugby à XV

## Principales compétitions
- Championnat de France (du ?? 1901 au 23 mars 1902)
- Tournoi britannique (du 11 janvier au 15 mars 1902)

## Événements

### Mars
- 8 mars : le pays de Galles a terminé premier du Tournoi britannique de rugby à XV 1902 en remportant trois victoires et la triple couronne par la même occasion. C'est le premier âge d'or du pays de Galles qui gagne sept fois le Tournoi en douze éditions.
- 23 mars : le Racing club de France remporte le Championnat de France en battant en finale me le SBUC sur le score de 6 à 0.

### Avril
- 3 avril : Fondation de la Section paloise.

### Septembre
- 13 septembre : l'AS Perpignan est fondée sous l'appellation Association sportive perpignanaise[1].